# Biure de Gaià
Biure de Gaià es una localidad española del municipio de Las Pilas, perteneciente a la provincia de Tarragona, en la comunidad autónoma de Cataluña.

## Toponimia
El nombre del lugar puede aparecer referido como Viure y como Biure de Gaià.

## Historia
Hacia mediados del siglo XIX, el lugar de Viure compartía ayuntamiento con Pilas, en un municipio cuya población conjunta ascendía a 192 habitantes. El nombre de la localidad («Viure») aparece redirigido en el decimosexto volumen del Diccionario geográfico-estadístico-histórico de España y sus posesiones de Ultramar de Pascual Madoz al del correspondiente ayuntamiento («Pilas y Viure»).
En la actualidad pertenece al municipio de Las Pilas. En 2022, la entidad singular de población tenía empadronados 38 habitantes y el núcleo de población 32 habitantes.